# Indios Verdes (estación de Cablebús)
Indios Verdes es una de las estaciones que forman parte del Cablebús de la Ciudad de México, es una de las terminales de la Línea 1. Se ubica al norte de la Ciudad de México en la Alcaldía de Gustavo A. Madero.

## Información general
El nombre y logotipo de la estación se deben al aspecto de dos estatuas cercanas erigidas en memoria de los tlatoanis mexicas Itzcóatl y Ahuízotl, conocidas como Monumento a los Indios Verdes, las cuales están cubiertas de pátina formada en las superficies de bronce por acción de la humedad y la antigüedad.
En esta estación se encuentran los talleres de Ticomán, donde se realiza mantenimiento mayor a los vagones del metro.

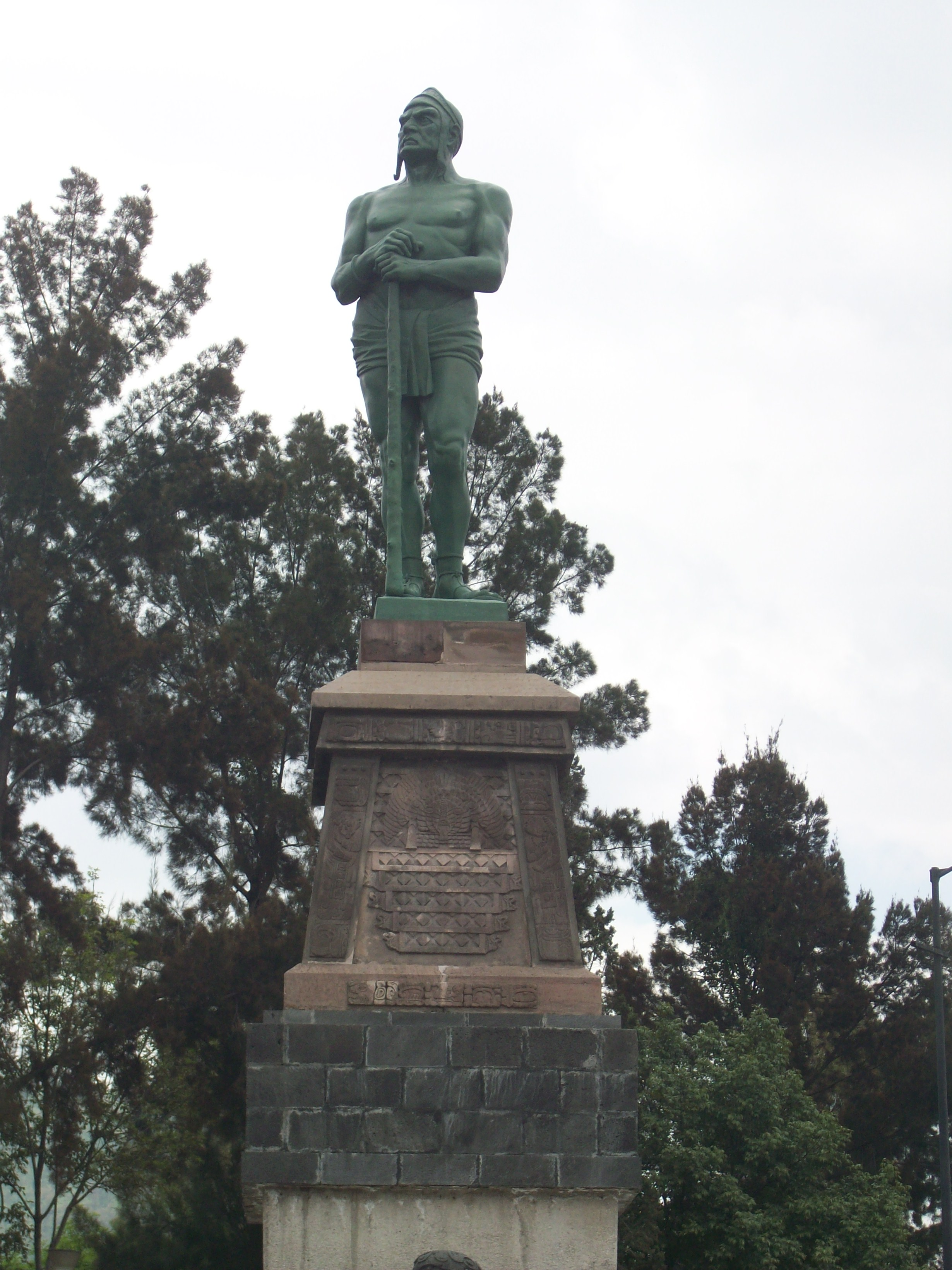
Estatua en honor de Itzcóatl, la cual inspiró el nombre de la estación

Está conectada con varias rutas de autobuses, microbuses y vagonetas que se dirigen a diversos municipios del Estado de México, algunos de estos son: Tlalnepantla de Baz, Ecatepec de Morelos, Atizapán de Zaragoza, Naucalpan de Juárez, Tecámac, Cuautitlán, Coacalco de Berriozábal, Nextlalpan, Zumpango de Ocampo, Teotihuacán, Acolman, Atenco etc. y de Hidalgo, como lo son: Tizayuca, Tolcayuca, Villa de Tezontepec, Zapotlán de Juárez, Actopan, Ixmiquilpan, la capital Pachuca de Soto entre otros.
Hacia la Ciudad de México existen rutas de Autobuses y microbuses que van a Gustavo A. Madero (en donde se localiza dicha estación), Cuauhtémoc, Azcapotzalco y Miguel Hidalgo. También se enlaza con la Línea 1 del Metrobús, el cual se empezó a construir en 2005 y corre sobre la avenida de los Insurgentes.

## Conectividad
Existen conexiones con las estaciones y paradas de diversos sistemas de transporte:
- Las líneas 1,3 y 7 del Metrobús.
- Línea 2 del Mexicable.
- Línea 3 del Metro de la Ciudad de México.
- Algunas rutas de la Red de Transporte de Pasajeros.
- Línea 4 del Mexibús.
- La estación se localiza junto a una Sub-central Camionera, una pequeña parada de autobuses que brinda servicios de viajes a varios estados del norte de la república mexicana.
- Está conectada con varias rutas de autobuses, microbuses y vagonetas que se dirigen a diversos municipios del Estado de México.
- La estación cuenta con un CETRAM.

## Sitios de interés
- Parque del Mestizaje en Prolongación Misterios, entre Acueducto de Guadalupe e Insurgentes Norte;
- Monumento a los Indios Verdes, en el parque del Mestizaje;
- CET 30 en Cienfuegos, esquina de Eje 6 Norte y Calzada Ticomán;
- Lienzo Charro de la Villa, en Av. Acueducto esquina Insurgentes Norte;
- Cerro los Gachupines, en la col. Rosas del Tepeyac;
- Acueducto de Guadalupe, en la parte posterior del Parque del Mestizaje y en la colonia Santa Isabel Tola;
- Plantel Fundación Azteca, enfrente de la Universidad Insurgentes y a un lado del Acueducto de Guadalupe.